# 1722 en musique classique
| \| • Retour à la chronologie générale de la musique classique • \| |
| Grèce • Rome • Haut Moyen Âge • VIIIe siècle • IXe siècle • Xe siècle • XIe siècle XIIe siècle • XIIIe siècle • XIVe siècle • XVe siècle • XVIe siècle • XVIIe siècle XVIIIe siècle • XIXe siècle • XXe siècle • XXIe siècle |
| • Retour à la chronologie générale de la musique classique • |

| Années en musique classique : 1719 - 1720 - 1721 - 1722 - 1723 - 1724 - 1725    |
| Décennies en musique classique : 1690 - 1700 - 1710 - 1720 - 1730 - 1740 - 1750 |

## Événements
- Publication du premier recueil du Clavier bien tempéré de Jean-Sébastien Bach (BWV 846 à BWV 869).
- Publication du Traité de l'harmonie réduite à ses principes naturels de Jean-Philippe Rameau.
- Troisième livre de pièces de clavecin, de François Couperin.
- Quatre Concerts royaux, de François Couperin.
- André Campra est nommé sous-maître à la Chapelle royale.

## Naissances

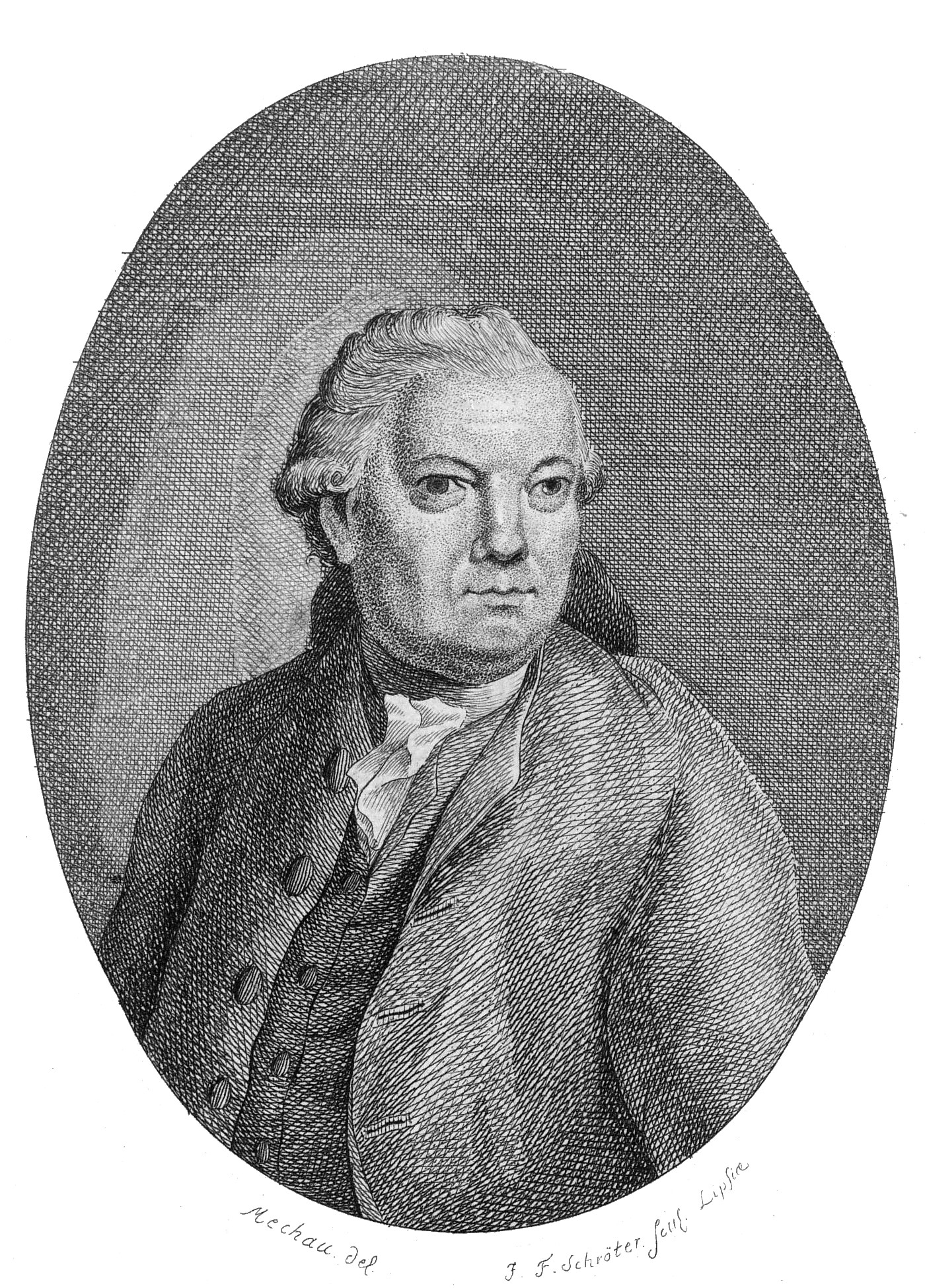
Georg Anton Benda

- 14 février : Charles Ernest baron de Bagge, mécène, collectionneur d'instruments, compositeur, violoniste amateur († 24 mars 1791).
- 8 avril : Jakob Friedrich Kleinknecht, compositeur et maître de chapelle allemand († 11 août 1794).
- 12 avril : Pietro Nardini, violoniste et compositeur italien († 7 mai 1793).
- 30 juin : 
  - Gaudenzio Battistini, compositeur Italien († 25 février 1800).
  - Georg Anton Benda, compositeur et maître de chapelle tchèque († 6 novembre 1795).

Date indéterminée :
- Domenico Ferrari, violoniste et compositeur italien († 1780).
- 1721 ou 1722 : Andrea Adolfati, compositeur italien († 28 octobre 1760).

## Décès
- 18 janvier : Pierre Huguenet, violoniste et compositeur français (° vers 1639).
- 5 juin : Johann Kuhnau, compositeur, organiste, Thomaskantor allemand (° 6 avril 1660).
- 7 juillet : Estienne Roger, imprimeur et éditeur franco-néerlandais.
- 11 juillet : Johann Joseph Vilsmayr, compositeur et violoniste autrichien (° 1663).
- 24 novembre : Johann Adam Reinken, organiste hollandais/allemand (° 27 avril 1623).

Date indéterminée :
- François Raguenet, historien, biographe et musicologue français (° 1660).